# じゃんじゃん火
じゃんじゃん火（じゃんじゃんび）またはジャンジャン火（ジャンジャンび）は、奈良県各地に伝わる怪火。鬼火の一種とされる。宮崎県ではむさ火（むさび）、高知県ではけち火（けちび）ともいう。

## 概要

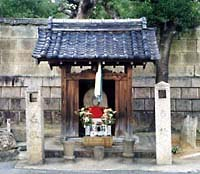
天理市田井庄町の首切地蔵

「じゃんじゃん」と音を立てることが名の由来。心中者や武将などの死者の霊が火の玉に姿を変えたものとする伝承が多い。
同じ奈良でも地域によって別々の伝承があり、また地域によって独自の別名がある。
奈良市白毫寺町
白毫寺と大安寺の墓地から出現する2つの火の玉を指す。夫婦川で2つの火が落ち合い、もつれ合い、やがてもとの墓地へ帰って行く。
人がこの火を見ていると、その人のもとへ近寄ってくるとされ、じゃんじゃん火に追いかけられた者が池の中に逃げ込んだものの、火は池の上まで追って来たという話もある。
正体は心中した男女であり、死後は別々の寺に葬られたことから、火の玉となって落ち合っていると伝えられている。
大和郡山市
毎年6月7日に佐保川の橋の上へ訪れる2つの人魂を指す。白毫寺町と同様、男女の霊とされている。
かつては6月7日になると、付近の各村からそれぞれ20人ずつ男女が選ばれ、出没地である橋の上で踊り、人魂の主である霊を慰める風習があったという。
天理市藤井町
城の跡から出現し、西へと飛んで行く火の玉を指す。これに遭遇した者は、橋の下などに隠れてやり過ごさなければならない。残念火（ざんねんび）とも呼ばれる。
天理市柳本町、田井庄町、橿原市
雨の近い夏の夜、十市城の跡に向かって「ほいほい」と声をかけると飛来して、「じゃんじゃん」と音を立てると消える。ホイホイ火（ホイホイび）とも呼ばれる。
安土桃山時代に松永弾正に討たれた武将・十市遠忠の怨霊とされ、これを見た者は怨霊の祟りによって三日三晩の間、熱病に見舞われてしまうという。遠忠が討たれた際に殺された武士たちが大勢で「残念、残念」と言うために「じゃん、じゃん」と聞こえるともいう。
また天理市田井庄町では、首切地蔵という首と胴体の離れた地蔵があるが、かつてじゃんじゃん火に襲われた武士が刀を振り回し、誤って路傍の地蔵の首を刎ねてしまったのだという。その武士は結局、丸焦げになって死んだといわれる。